# Cheche Alara
Ezequiel Alara (Buenos Aires, 1973) más conocido como Cheche Alara, es un compositor, productor discográfico, director de orquesta y teclista argentino, ganador de un Grammy y un Grammy Latino.

## Carrera
Alara nació en Buenos Aires en 1973. Tras conseguir una beca en el Berklee College of Music, decidió radicarse en los Estados Unidos en 1992. Entre sus créditos más destacados como compositor aparece la musicalización de producciones como "The Titan Games" en NBC (presentado por Dwayne Johnson), "Death by Magic" (Netflix) y "To Tell The Truth" (ABC).
Ha sido el Director Musical y Conductor del Show de Estreno de los Premios Grammy (2017 y 2019), además de participar en seis ediciones de las galas del Concierto "Persona del Año" de los Grammy Latinos (en los que se reconoció a Plácido Domingo, Caetano Veloso, Alejandro Sanz, Shakira, Miguel Bosé y José José). También se encargó de dirigir algunas giras de American Idol.
Ha producido álbumes para Natalia Lafourcade, incluyendo Musas, Vol. 1 (ganador del Grammy Latino en 2017 al Mejor Álbum Folclórico, y nominado al Grammy en 2018 al Mejor Álbum de Pop Latino), y Musas, Vol. 2 (ganador del Grammy Latino en 2018 al Mejor Álbum Folclórico y nominado al Grammy en 2019 al Mejor Álbum de Pop Latino), para Claudia Brant (ganadora del Grammy 2019 al Mejor Álbum de Pop Latino), y para Il Volo, Estopa y Thalía, entre otros. Como productor, Alara cuenta con nominaciones a los Grammys y Grammys Latinos, incluyendo Álbum del Año y Canción del Año.